# میشل رول
میشل رول (انگلیسی: Michel Rolle; ۲۱ آوریل ۱۶۵۲ – ۸ نوامبر ۱۷۱۹) دانشمند در زمینه ریاضیات اهل فرانسه بود.